# Xenon-Gattung

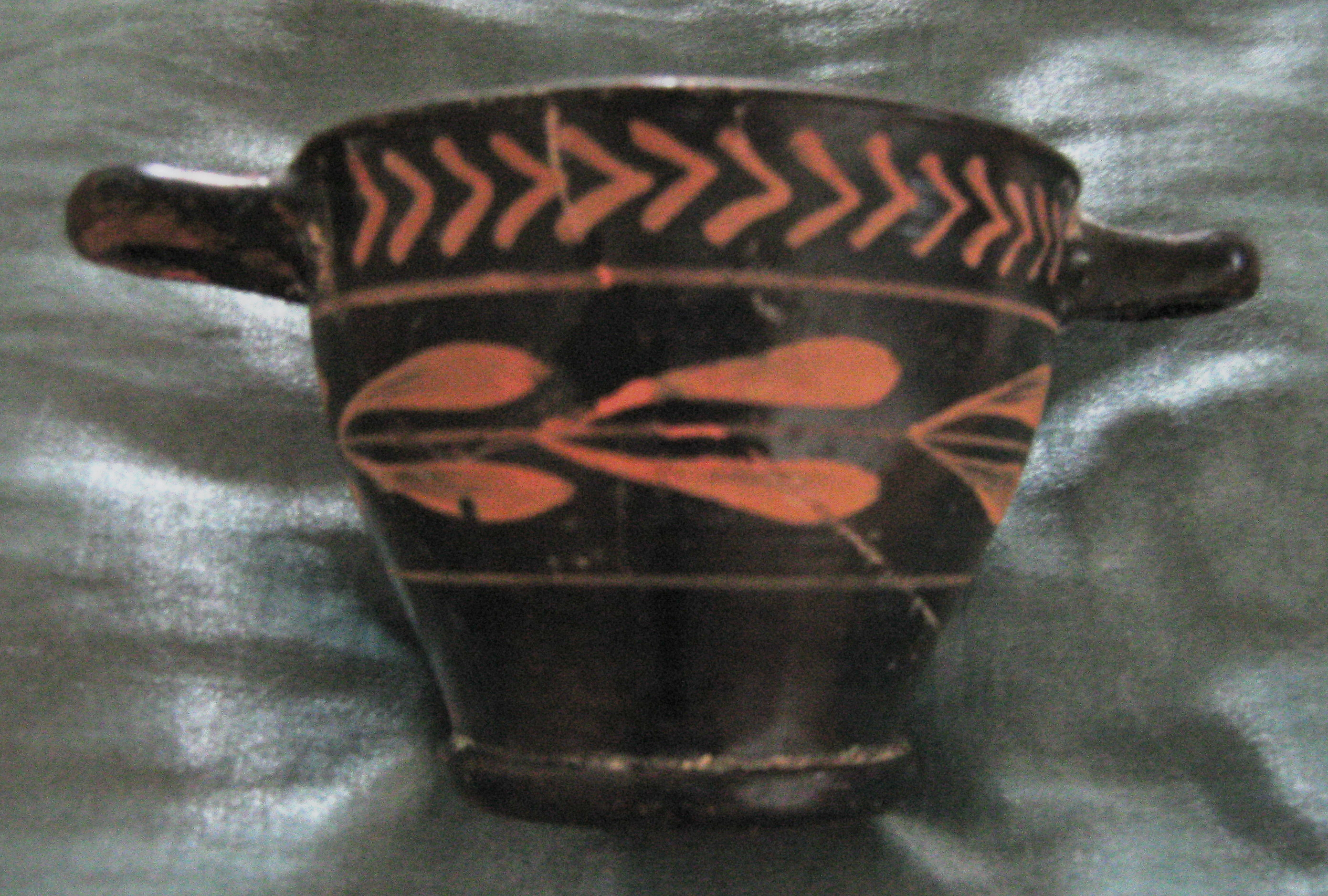
Kleiner Skyphos der Xenon-Gattung mit ornamentaler Verzierung, 4. Jahrhunderts v. Chr.

Die Xenon-Gattung, auch Xenon-Gruppe, ist eine Sondergruppe der unteritalischen Keramik.  Bei dieser Keramikgattung trug man die Dekoration mit rotem Tonschlicker auf die Gefäße auf, die mit dunklem Glanzton überzogen waren.
Benannt wurde die Xenon-Gattung nach der Aufschrift auf einem Gefäß, das heute im Liebieghaus in Frankfurt am Main aufbewahrt wird. Dargestellt ist die Vorbereitung des Wagenlenkers Xenon vor einer Ausfahrt. Diese Vase gehört zu den relativ wenigen Stücken mit figürlicher Verzierung, zumeist wurden Vasen dieser Gattung nur ornamental verziert. Zur Dekoration werden vor allem ornamentale Formen wie Efeu- und Lorbeerzweige, Stabornamente, Mäander und Wellenlinien genutzt. Tiere oder Menschen werden nur sehr selten gezeigt. Die bemalten Gefäße sind im Allgemeinen sehr kleinformatig. Nach der Dekorationstechnik erinnert die Xexon-Gattung an Gnathiavasen und an die Red-Swan-Gruppe. Die Beziehungen zu diesen beiden Gattungen ist unverkennbar, vor allem zu letzterer besteht ein enger Zusammenhang. Seit den Forschungen von John D. Beazley hat sich die Ansicht durchgesetzt, dass beide Gruppen jedoch getrennt voneinander zu betrachten sind. Zuletzt wurde dieses Urteil von einigen Forschern angezweifelt und ein direktes Zusammengehören vermutet. Dafür spricht beispielsweise eine recht enge Übereinstimmung bei der Herstellung und der Malweise. So werden die Malereien sowohl bei der Xenon-Gattung wie auch bei der Gruppe des roten Schwans anders als bei den Vasen der Gnathia-Gattung einzig in roter Farbe ausgeführt. Zudem gibt es die schon erwähnten Übereinstimmungen in der Ornamentnutzung. Dagegen spricht, dass Vasen der Xenon-Gattung seit dem Ende des 5. Jahrhunderts v. Chr. produziert wurden, Vasen der Gruppe des roten Schwans jedoch nicht vor die Mitte des 4. Jahrhunderts v. Chr. datiert werden können. Eine zeitweise parallele Produktion in den Werkstätten Apuliens und Peastums liegt somit nahe. Die Erforschung dieser Vasengattungen ist jedoch noch nicht so weit fort geschritten wie andere Bereiche, etwa die attische Vasenmalerei oder die rotfigurige Vasenmalerei Unteritaliens. Produziert wurden die Vasen über einen Zeitraum von etwa 100 Jahren bis zum Ende des 4. Jahrhunderts v. Chr.